# مندی نیکلسون
مندی نیکلسون (انگلیسی: Mandy Nicholson؛ زادهٔ ۲۸ february ۱۹۶۸ (۵۷ سال) در کینگستون آپون تیمز) بازیکن هاکی روی چمن اهل بریتانیا است.
او یکی از اعضای تیم بریتانیایی بود که در بازی‌های المپیک تابستانی ۱۹۹۲ در بارسلون مدال برنز را کسب کرد. او از سال ۱۹۹۲ در سه المپیک تابستانی متوالی شرکت کرد. او به عنوان نماینده انگلیس در بازی‌های کشورهای مشترک المنافع در کوالالامپور در سال ۱۹۹۸ موفق به کسب مدال نقره شد. چهار سال بعد او مدال نقره دیگری را در بازی‌های مشترک المنافع در سال ۲۰۰۲ به دست آورد.
مندی نیکلسون از اعضای باشگاه هاکی اسلاو بود.